# 大花台湾唐松草
大花台湾唐松草（学名：Thalictrum urbainii var. majus）为毛茛科唐松草属下的一个变种。

## 扩展阅读
- 維基物種上的相關：大花台湾唐松草